# 张涛 (互联网)
張濤（1972年11月—），男，上海人，中国企业家，為漢海信息技術有限公司（大眾點評網）總經理。

## 生平
1972年出生在上海，先後獲得德葩大学學士、賓夕法尼亞大學沃頓商學院 MBA、賓夕法尼亞大學工程碩士等學位。曾任美國IT咨詢顧問，並於2003年回中國創建大眾點評網，創立全球第一個餐飲消費者點評模式。